# Доклад
Доклад:

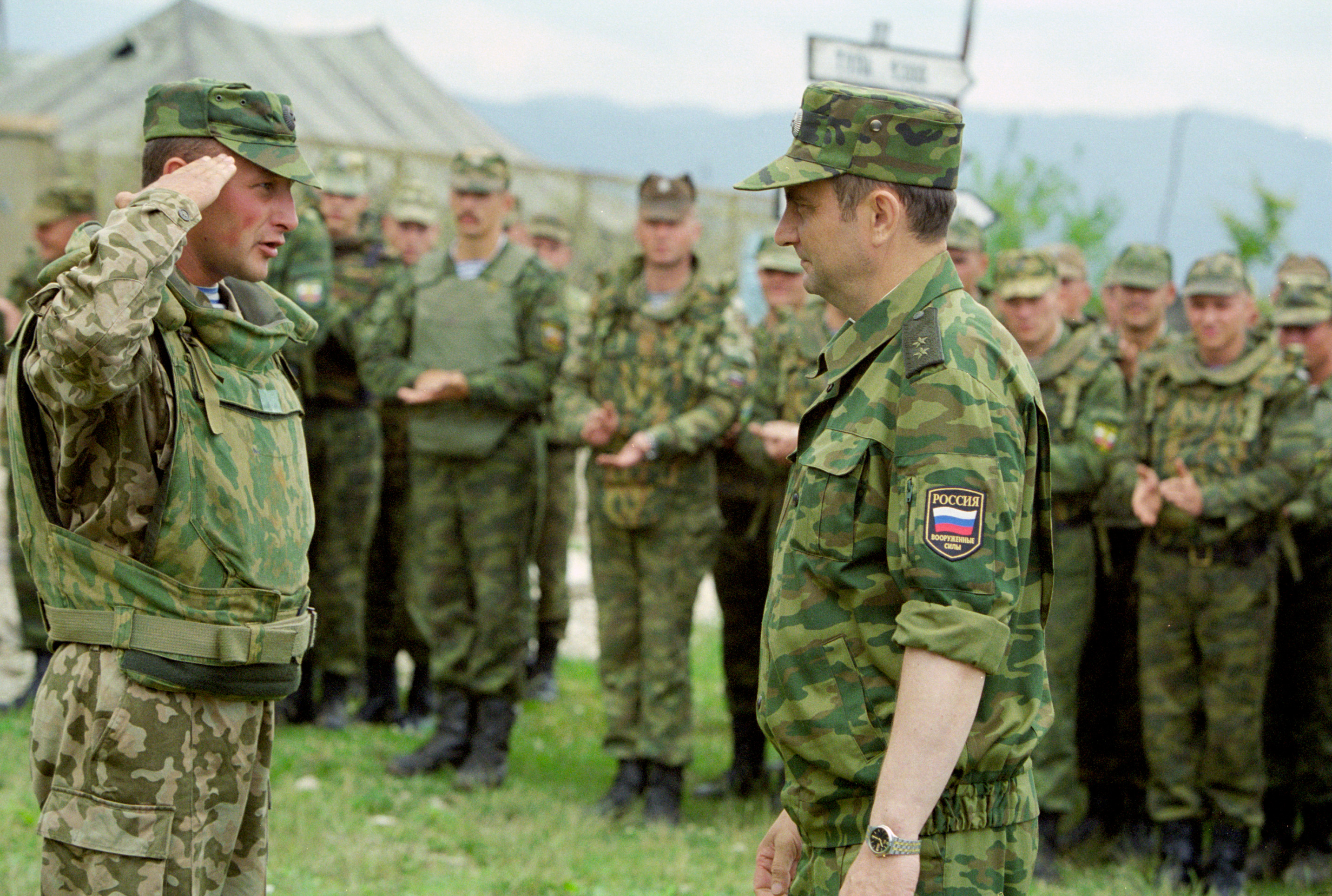
Командующий ВДВ Колмаков принимает доклад перед строем, 2004 год

- один из видов монологической речи, публичное, развёрнутое, официальное сообщение по определённому вопросу, основанное на привлечении документальных данных;
- сообщение или документ[1], содержимое которого представляет информацию и отражает суть вопроса или исследования применительно к данной ситуации.

Доклад часто состоит из информации о служебном деле, направляемой руководству или вышестоящему должностному лицу.
- Цель доклада — информирование кого-либо о чём-либо. Тем не менее, доклады могут включать в себя рекомендации, предложения или другие мотивационные элементы.
- Отчёт часто имеет структуру научного исследования: введение, методы, результаты и обсуждение.

Лицо (персона) производящая доклад, кто докладывает — Докла́дчик (м.) Докладчица (ж.). В военном деле короткий доклад называется рапортом (от фр. rapport) — официальным устным или письменным докладом от нижестоящего к вышестоящему. Рапорт может содержать отчёт о проделанной работе или обращение к начальству по какому-либо вопросу.

## Основные сведения
В древнерусском праве доклад означал акт представления всякого рода дел и вопросов на разрешение высшей власти. Доклад был одним из существенных видов ограничения власти кормленщиков, во время господства системы кормлений. По первому Судебнику кормленщики «без боярского суда» не могли без доклада давать беглые и отпускные грамоты, выдавать холопа государю (то есть господину, хозяину), продать, казнить или отпустить лихого человека. В московский период России, на доклад государю с думой, все законодательные меры или отдельные сомнительные казусы шли, через соответствующие приказы.

## Типы и форматы
Доклады . Формат доклада может быть как простым, с заголовками по темам, так и более сложным — в него могут включаться: диаграммы, таблицы, рисунки, фотографии, рефераты, резюме, приложения, сноски, ссылки, гиперссылки.
Типы:
- Политический отчёт (доклад);
- Организационный отчёт (доклад);
- Отчёт (доклад) ревизионной комиссии;

и так далее.

## В науке
Доклад — расширенное письменное или устное сообщение на основе совокупности ранее опубликованных исследовательских, научных и опытно-конструкторских работ или разработок по соответствующей отрасли научных знаний, имеющих большое значение для теории науки и практического применения, представляет собой обобщённое изложение результатов проведённых исследований, экспериментов и разработок, известных широкому кругу специалистов в отрасли научных знаний.
Отчёт в узком значении слова — отчёт о научно-исследовательской работе (НИР), документ, содержащий информацию о проведённой НИР или части НИР, структура и оформление которого отвечают требованиям ГОСТ 7.32—2017.

### В литературе
Литературный доклад — сообщение на основе литературного произведения, содержащее цитаты и выдержки из текста.